# Мејла Мелој
Мејла Мелој (енгл. Maile Meloy, Хелена (Монтана), 1. јануар 1972) је америчка књижевница; романописац и писац кратких прича.

## Рани живот и образовање
Рођена и одрасла у Хелени, Монтана, Мелој је дипломирала на Харвард колеџу 1994. и магистрирала на Универзитету Калифорније у Ирвајну.

## Каријера
Мелој је добила награду Ага Кан за фикцију The Paris Review' за своју причу Aqua Boulevard 2001. године; Награда ПЕН/Маламуд за њену прву збирку кратких прича, Half in Love, 2003; и Гугенхајм стипендију 2004. Године 2007. Granta ју је уврстио на своју листу 21 „најбољег младог америчког романописца“.
Њен рад је објављен у The New Yorker-у, и често сарађује у The New York Times-у.
Описујући како је написала Half in Love, Мелој је цитирана на веб страници Ploughshares која је рекла: „Оно што сам завршила била је књига која је смештена у различите деценије, делом у Монтани — а те приче су биле неке од најтежих за писање, јер је то место коме сам најближи — а делом и на другим местима, у Лондону, Паризу и Грчкој. Тако да је имало врло мало временског или географског јединства, али сви ликови су ухваћени између једне и друге ствари, напола заљубљени у нешто или некога, када им живот понуди нешто што нису очекивали“.
Године 2015. две приче из Мелојеве збирке Half in Love ("Tome" и "Native Sandstone") и једна прича из Both Ways Is the Only Way I Want It ("Travis, B.") адаптиране су у филм Certain Women у режији Kelly Reichardt. Премијерно је приказан на филмском фестивалу у Санденсу у јануару 2016. године, а објавио је IFC Films у октобру 2016. Прича из књиге је такође представљена у божићној епизоди This American Life 2016, коју је Мелој прочитала наглас.
Мелој је била члан писаца Netflix серије Друштво (ТВ серија), која је премијерно приказана 2019.
Године 2005. била је финалиста Женске награде за белетристику за роман Liars and Saints (Лажови и свеци).

## Лични живот
Мелој је старија сестра Колина Мелоја, фронтмена групе The Decemberists, соло уметника и аутора романа Wildwood, Under Wildwood и Wildwood Imperium. Њихова тетка, покојна Елен Мелој, такође је била писац.

### Кратка фикција
- "Demeter". The New Yorker; св. 88 бр. 36; 19. новембар 2012.
- "The Proxy Marriage". The New Yorker; 21. мај 2012.
- "Travis, B." The New Yorker; св. 78 бр. 4003; 20. октобар 2002.

### Архивске збирке
- Водич за колекцију Мејла Мелој MS.L.019 Посебне збирке и архиве, The UC Irvine Libraries, Ирвине, Калифорнија.

### Остало
- Интервју
- Званични сајт
- NYT рецензија филма "Породична ћерка"